# Municipio de Elverum
El municipio de Elverum (en inglés: Elverum Township) es un municipio ubicado en el condado de Pierce en el estado estadounidense de Dakota del Norte. En el año 2010 tenía una población de 34 habitantes y una densidad poblacional de 0,37 personas por km².

## Geografía
El municipio de Elverum se encuentra ubicado en las coordenadas 48°8′40″N 99°54′7″O / 48.14444, -99.90194. Según la Oficina del Censo de los Estados Unidos, el municipio tiene una superficie total de 93 km², de la cual 83,27 km² corresponden a tierra firme y (10,46 %) 9,73 km² es agua.

## Demografía
Según el censo de 2010, había 34 personas residiendo en el municipio de Elverum. La densidad de población era de 0,37 hab./km². De los 34 habitantes, el municipio de Elverum estaba compuesto por el 100 % blancos. Del total de la población el 0 % eran hispanos o latinos de cualquier raza.